# Xanthocryptus
Genre
Xanthocryptus est un genre de guêpes parasitoïdes de la famille des Ichneumonidae.

## Liste des espèces
Selon GBIF (22 septembre 2023) :
- Xanthocryptus albicolaris Cheesman, 1936
- Xanthocryptus apicalis (Szepligeti, 1916)
- Xanthocryptus basalis (Szepligeti, 1916)
- Xanthocryptus cordatus Cheesman, 1936
- Xanthocryptus erroneus (Tosquinet, 1903)
- Xanthocryptus flavomaculatus (Cameron, 1911)
- Xanthocryptus immixtum Cheesman, 1936
- Xanthocryptus leviceps (Szepligeti, 1916)
- Xanthocryptus lugubris Cheesman, 1936
- Xanthocryptus luteus Cameron, 1911
- Xanthocryptus nigricollis Cameron, 1911
- Xanthocryptus novozealandicus (Dalla Torre, 1901)
- Xanthocryptus robustus Cameron, 1901
- Xanthocryptus spilonotus Cameron, 1911
- Xanthocryptus tegularis (Szepligeti, 1916)
- Xanthocryptus temporalis (Szepligeti, 1916)
- Xanthocryptus tosquineti (Cameron, 1911)
- Xanthocryptus unicarinatus (Cameron, 1907)
- Xanthocryptus vesiculosus (Brulle, 1846)

## Systématique
Le nom valide complet (avec auteur) de ce taxon est Xanthocryptus Cameron, 1901.